# Hirotoshi Shibuya
Hirotoshi Shibuya (jap. 渋谷 弘敏, Shibuya Hirotoshi; * um 1925) ist ein japanischer Badmintonspieler.

## Karriere
Hirotoshi Shibuya war 1951 erstmals bei den nationalen Titelkämpfen in Japan erfolgreich, wobei er die Mixedkonkurrenz gemeinsam mit Nobu Kojima gewinnen konnte. 1952 und 1953 siegte sie erneut in dieser Disziplin, beide Male ebenfalls mit Kojima.

## Sportliche Erfolge
| Saison | Veranstaltung                | Disziplin | Platz | Name                            |
| ------ | ---------------------------- | --------- | ----- | ------------------------------- |
| 1951   | Japan: Einzelmeisterschaften | Mixed     | 1     | Hirotoshi Shibuya / Nobu Kojima |
| 1952   | Japan: Einzelmeisterschaften | Mixed     | 1     | Hirotoshi Shibuya / Nobu Kojima |
| 1953   | Japan: Einzelmeisterschaften | Mixed     | 1     | Hirotoshi Shibuya / Nobu Kojima |

## Referenzen
- Japanische Badmintonmeisterschaften 1947-2004 (Memento vom 28. August 2007 im Internet Archive)
- Annual Handbook of the International Badminton Federation, London, 29. Auflage 1971, S. 222–223

| Personendaten    | Personendaten                |
| ---------------- | ---------------------------- |
| NAME             | Shibuya, Hirotoshi           |
| ALTERNATIVNAMEN  | 渋谷弘敏 (japanisch)         |
| KURZBESCHREIBUNG | japanischer Badmintonspieler |
| GEBURTSDATUM     | um 1925                      |